# Étienne de Chartres
Étienne de Chartres, appelé aussi Étienne de la Ferté, mort en 1130, était un chevalier apparenté au roi Baudouin Ier de Jérusalem qui devint abbé puis patriarche latin de Jérusalem.

## Biographie
Il renonça à la chevalerie puis entra dans les ordres pour devenir abbé de Saint-Jean-en-Vallée à Chartres.
Il fut élu patriarche latin de Jérusalem en 1128 et le resta jusqu'à sa mort en 1130, probablement par empoisonnement.
Il eut de grands démêlés avec le roi Baudouin II de Jérusalem, avec qui il était parent, au sujet de la ville de Jaffa qu'il voulait réunir au domaine de son église.